# Централна банка на Турция
Централната банка на Турция (на турски: Türkiye Cumhuriyet Merkez Bankası, TCMB) е централна банка на Турция. Създадена е през 1930 г., наследник на Отоманската имперска банка. Седалището ѝ се намира на адрес: Anafartalar Mah. Istiklal Cad. № 10, град Анкара. Неин управител е Хафизе Гайе Еркан.
Акциите от банката се делят на четири класа. Акциите от клас А принадлежат единствено на турското Министерство на финансите. Акциите от класове B и C се разпределят между националните банки, опериращи в Турция, банките, различни от националните банки и привилегированите дружества. Накрая акциите от клас D се разпределят между турски търговски институции и реални и юридически лица с турско гражданство.

## История
На 11 юни 1930 г. е прието решение на Великото национално събрание за създаване на централна банка. Основана е на 3 октомври 1931 г., започва да функционира на 1 януари 1932 г.